# Nederlandse kampioenschappen schaatsen afstanden 2008 - 500 meter mannen
De Nederlandse kampioenschappen schaatsen afstanden 2008 - 500 meter mannen worden gehouden op vrijdag 26 oktober 2009. Het kampioenschap bestaat uit twee 500 meters, alle rijders starten één keer in de binnenbaan en één keer in de buitenbaan. Er zijn vijf plaatsen te verdelen voor de eerste twee Wereldbeker schaatsen 2007/08. Er zijn op deze afstand geen rijders met een beschermde status. Jan Smeekens veroverde zijn eerste afstandstitel. Naast Smeekens plaatsten Simon Kuipers, Erben Wennemars, Jacques de Koning en Jurre Trouw zich voor de eerste twee wereldbekerwedstrijden.

## Uitslag
| #      | Schaatser         | 1e 500m | 2e 500m | Totaal |
| ------ | ----------------- | ------- | ------- | ------ |
| Goud   | Jan Smeekens      | 35,66   | 35,56   | 71,220 |
| Zilver | Simon Kuipers     | 35,74   | 35,73   | 71,470 |
| Brons  | Erben Wennemars   | 35,69   | 35,80   | 71,490 |
| 4      | Jacques de Koning | 35,88   | 35,80   | 71,680 |
| 5      | Jan Bos           | 35,90   | 35,88   | 71,780 |
| 6      | Jurre Trouw       | 35,83   | 36,06   | 71,890 |
| 7      | Ronald Mulder     | 35,98   | 36,07   | 72,050 |
| 8      | Tim Salomons      | 36,22   | 36,01   | 72,230 |
| 9      | Lars Elgersma     | 36,34   | 35,96   | 72,300 |
| 10     | Sjoerd de Vries   | 36,42   | 36,14   | 72,560 |

1987 · 
1988 · 
1989 · 
1990 · 
1991 · 
1992 · 
1993 · 
1994 · 
1995 · 
1996 · 
1997 · 
1998 · 
1999 · 
2000 · 
2001 · 
2002 · 
2003 · 
2004 · 
2005 · 
2006 · 
2007 · 
2008 · 
2009 · 
2010 · 
2011 · 
2012 · 
2013 · 
2014 · 
2015 · 
2016 · 
2017 · 
2018 · 
2019 · 
2020 · 
2021 · 
2022 · 
2023 ·
2024 · 
2025